# Pays de la Vallée de l'Agly
 (août 2025).
Motif : Aucune source secondaire, notoriété locale
- Archive Wikiwix
- Bing
- Cairn
- DuckDuckGo
- E. Universalis
- Gallica
- Google
- G. Books
- G. News
- G. Scholar
- Persée
- Qwant
- (zh) Baidu
- (ru) Yandex
- (wd) trouver des œuvres sur Wikidata

| 1. | Préciser le motif de la pose du bandeau. | Précisez le motif de la pose du bandeau en utilisant la syntaxe suivante : {{admissibilité à vérifier\|date=août 2025\|motif=remplacez ce texte par le motif}}                                   |
| 2. | Informer les utilisateurs concernés.     | Pensez à avertir le créateur de l'article, par exemple, en insérant le code ci-dessous sur sa page de discussion : {{subst:avertissement admissibilité à vérifier\|Pays de la Vallée de l'Agly}} |

Situé au nord du département des Pyrénées-Orientales, le Pays de la Vallée de l'Agly est un Pays composé de 36 communes réparties sur les cantons de Saint-Paul-de-Fenouillet, Sournia, Latour-de-France, Rivesaltes, Saint-Laurent-de-la-Salanque.

## Administration
Le siège est à Estagel.
- Président : Pierre Estève.
- Vice-présidents :
  - Charles Chivilo, président de la communauté de communes Agly Fenouillèdes, maire de Maury, conseiller départemental du canton de la Vallée de l’Agly ;
  - Théophile Martinez, représentant le territoire de la communauté urbaine Perpignan Méditerranée Métropole, maire de Cases de Pène ;
  - Angélique Sorli, représentant le territoire de la Communauté de communes Corbières - Salanque - Méditerranée, adjointe à la mairie de Claira ;
- Trésorier : Raymond Manchon, premier adjoint au maire d’Estagel.

## Le Pays

### Le territoire
Il se compose de trois EPCI (en tout ou partie) : 
- Les 24 communes de la communauté de communes Agly Fenouillèdes
- Dix communes de Perpignan Méditerranée Métropole : Cases-de-Pene, Cassagnes, Espira-de-l'Agly, Estagel, Latour-de-France, Montner, Opoul-Périllos, Peyrestortes, Rivesaltes, Tautavel, Vingrau,
- Quatre communes de la communauté de communes Corbières Salanque  Méditerranée : Claira, Fitou, Pia, Salses-le-Château

## Géographie
Le pays s'étend sur cinq régions différentes : la plaine du Roussillon au sud, le massif des Corbières au nord est et au centre est, le Fenouillèdes au centre et à l'ouest, L'altiplà de Sournia au sud ouest et la Salanque à l'est. 

## Histoire
La vallée de l'Agly, à l'instar du reste du département des Pyrénées-Orientales, est annexée par la couronne de France en 1659.
En 1769, la vallée fait partie d'un plan d'intensification de l'agriculture établie par l'intendant de Bon. Il fait mettre en vigne les vallées de la Têt et de l'Agly. Le vin qui en sortira, notamment celui de Rivesaltes, sera qualifié d'« un des meilleurs vins d'Europe » par Arthur Young, de passage dans le village en 1787.